# Jin Aidi
Pour les articles homonymes, voir Aidi.
Aidi (廢帝) est un empereur de Chine de la dynastie Jin de l'Est né en 341 et mort le 30 mars 365. Il a régné de 361 à sa mort.

## Biographie
Sima Pi est le fils aîné de l'empereur Chengdi et de sa concubine Zhou. Son père meurt en 342, en laissant deux fils en bas âge, Sima Pi et Sima Yi. En raison de leur jeune âge, le trône passe alors à Sima Yue, le frère du monarque défunt, qui devient l'empereur Kangdi. Sima Pi ne devient empereur qu'en 361, lorsque le fils de Kangdi, Mudi, meurt sans laisser d'enfants. Il ne détient pas réellement le pouvoir : c'est son oncle Sima Yu et le général Huan Wen (en) qui dirigent le pays.
En dépit de son jeune âge, l'empereur Aidi est obsédé par l'immortalité, une obsession qui cause sa perte : en 364, il tombe gravement malade après avoir consommé des pilules prescrites par des magiciens. Il ne se remet pas de sa maladie et meurt au début de l'année suivante. Son frère cadet lui succède sur le trône sous le nom de Jin Feidi, toujours sous la tutelle de Sima Yu et Huan Wen.